# MMM (ラジオ番組)
MMM（エムサン）はTOKYO FMで2010年3月まで放送されていた音楽番組。「MMM」はMonthly Musician's Monologue（マンスリー・ミュージシャンズ・モノローグ）の略。TOKYO FM MUSIC ENTERTAINMENTの制作。
スタート当初の2009年1月からは金曜の18:00から放送されていたが、「GOLD RUSH・BREAKERZのとりあえずブッ壊す」終了で木曜の21:30 - 21:55に枠移動となった。
また、金曜の28:00 - 28:30には、暁の自由時間の後枠として姉妹番組のMMM Midnight（エムサン・ミッドナイト）を放送していた。
4週交代で毎月アーティストが担当する。そのため、5週目がある月は、月の頭sheeeeeshか終りで単発でアーティストが担当するようになっていた。

## MMM担当アーティスト
- 2009.01　TRF
- 2009.02　鶴
- 2009.03　LOST IN TIME
- 2009.04　Dew
- 2009.05　宇宙戦隊NOIZ
- 2009.06　ハナレグミ
- 2009.07　unistyle
- 2009.08　持田香織
- 2009.09　CurlyGiraffe
- 2009.10　FLYING KIDS
- 2009.11　PhilHarmoUniQue
- 2009.12　INO hidefumi
- 2010.01　GIRL NEXT DOOR
- 2010.02　甲斐名都
- 2010.03　S.R.S

## MMM MIDNIGHT担当アーティスト
- 2009.05　B-DASH（B-DASHのカマの大魔神）
- 2009.06　Cure Rubbish（Cure Rubbishのデコラヂオ）
- 2009.07　fade（Jon UnderdownのJapan見聞Rock）
- 2009.07　カミナリグモ（7月31日のみ。カミナリグモのSQUALL OF ROCK）
- 2009.08　未完成VS新世界
- 2009.09　Racoustik（ラコースティック）
- 2009.10　serial TV drama
- 2009.11　0.8秒と衝撃。
- 2009.12　タダシンヤ
- 2010.01　水樹奈々（1月1日のみ）
- 2010.01　AMIDA ADDICT（1月8日から）
- 2010.02　GENERAL HEAD MOUNTAIN
- 2010.03　踊ってばかりの国